# Codi ATC R05
El  codi ATC R05, descrit com Preparats per a la tos i el refredat, és una subgrup terapèutic de l'Anatomical, Therapeutic, Chemical Classification System (ATC). La classificació ATC és un sistema de codis alfanumèric desenvolupat per l'Organització Mundial de la Salut (OMS) per als fàrmacs i altres productes sanitaris. El subgrup R05 és part del grup anatòmic R Sistema respiratori.

Els codis per a ús veterinari (codis ATCvet) poden han estat creats afegint la lletra Q davant dels codis ATC humans: QR05... 
Les adaptacions estatals de la classificació ATC poden incloure codis addicionals no presents en aquesta llista, que segueix la versió de l'OMS.

## R05CExpectorants, excl. combinacions amb supressors de la tos
R05C A Expectorants
R05C B Mucolítics

## R05D Supressors de la tos, excl. combinacions amb expectorants
R05D A Alcaloides de l'opi i derivats
R05D B Altres supressors de la tos

## R05F Combinacions de supressors de la tos i expectorants
R05F A Derivats de l'opi i expectorants
R05F B Altres supressors de la tos i expectorants

## R05X Altres preparats combinats contra el refredat
Grup buit